# 機器娃娃轉校生
《機器娃娃轉校生》（のののリサイクル）是原作、作畫的日本漫畫，於芳文社的月刊漫畫雜誌連載，單行本全3卷。中文版由東立出版社代理發行。

## 故事簡介
某天，一位名為草餅諾諾的小女孩轉學到私立四葉學院國小部。從外表看來是個充滿朝氣，向幼稚園學生的小女孩，但實際上她是稱作高性能汎用人型HUMANOID的機器人。作品描寫諾諾和坐在隔壁的葉山癒花以及癒花的好朋友三月光三人的日常生活。

## 登場角色
草餅諾諾
本做主角。名為高性能汎用人型HUMANOID的機器人，製造公司「八千代」用「CODE-NONO」稱呼她。外表像是幼稚園小女孩，個性活潑，天真爛漫，同時很會替朋友著想。和吸塵器一樣有伸縮插頭用來充電，這個部分是用最新型的吸塵器作的。
葉山癒花
諾諾的朋友，擔任班長。責任感很強，把住在教室櫃子的諾諾帶到自己家裡住。在母親去世時，和好友光產生了隔閡，兩人關係陷入冰點，但在遇見諾諾後有所改變。
三月光
諾諾與癒花的好友。和諾諾一樣個性活潑、天真爛漫。和癒花的關係一時間陷入冰點，在諾諾登場後回復正常。非常會替朋友著想，癒花遇到危機時會出面保護她。

## 出版書籍

### 日文版
- 第1卷 2008年2月12日初版 ISBN 978-4-8322-7679-6
- 第2卷 2008年7月13日初版 ISBN 978-4-8322-7710-6
- 第3卷 2008年11月11日初版 ISBN 978-4-8322-7747-2

### 中文版
- 第1卷 2008年9月2日初版 ISBN 9789861021775
- 第2卷 2009年4月28日初版 ISBN 9789861021782
- 第3卷 2009年5月13日初版 ISBN 9789861027067

## 外部連結
- http://www.dokidokivisual.com/ （页面存档备份，存于）（日語）